# 王貞風
王貞風（436年—479年11月14日），琅邪郡临沂县（今山东省临沂市）人，南朝宋明帝劉彧的皇后，王导的玄孙女，父王僧朗。

## 生平
元嘉二十五年（448年），王貞風選為淮陽王妃，後來隨其夫王號的改變而又成為湘東王妃，生晉陵長公主劉伯姒與建安長公主劉伯媛。劉彧即位後，封王貞風為皇后。
劉彧曾經聚集眾人到皇宮，命宮女脫下衣服，觀賞她們裸體，以此為樂。只有皇后王貞風以扇掩面，一言不發。劉彧怒曰：「我看妳娘家貧寒，今天才跟妳一起歡樂，妳為什麼不看？」王貞風回答：「可以拿來歡樂的事情有很多，方法也不少。但哪裡有把自己姑媽姊妹都聚集在一起，脫光女人衣服，以觀賞這個為樂的？我們外頭歡樂的方法，跟你這不一樣。」於是劉彧大怒，叫王貞風離開。王貞風的哥哥王景文知道這事後，向從舅謝緯說：「皇后在家的時候，不過是個個性柔弱的婦道人家，想不到今天她竟然如此剛烈。」
廢帝劉昱即位後，尊嫡母王貞風為皇太后，稱太后皇宮為弘訓宮。劉昱也是個沒有良好德行的皇帝，太后時常訓誡他。起初劉昱還算受教，但卻日益暴虐，對太后也越來越不滿。元徽五年（477年）的端午節，王貞風贈送劉昱一把玉柄羽毛扇，劉昱嫌羽毛與扇柄都不華麗，便想以這個當理由毒殺王貞風，命太醫煮藥。左右臣子見狀，連忙進言說：「這事萬萬不可，如果將太后殺死，陛下您就要為她盡三年人臣之孝，怎麼還能隨意出入皇宮遊玩？」劉昱說：「你說的也對。」才打消毒殺王貞風的計畫。
順帝劉準即位，蕭道成專權，當時宗室劉晃、劉綽與卜伯興有反抗之意，當時王貞風也曾經參與過這件事。昇明三年（479年），萧道成派部将王敬则率兵入宫要求顺帝禅让，顺帝闻讯逃到佛盖下，王贞风害怕，亲率宦官寻找顺帝。蕭道成篡位為齊帝以後，废顺帝为汝阴王，降皇太后為汝陰王太妃。建元元年（479年）十月癸未（479年11月14日），王貞風過世，虚岁四十四，以南朝宋的禮儀舉辦後事，諡為「明恭皇后」。

## 家庭

### 兄弟
- 王楷，大哥，太中大夫，才能差劣。
- 王粹，二哥，黃門侍郎
- 王景文，名彧，三哥

### 子女
- 晉陵長公主劉伯姒
- 建安長公主劉伯媛

## 延伸阅读
[在维基数据编辑]
 《南史·卷11》，出自李延壽《南史》